# Конфликт на Байтак-Богдо
Конфликт на Байтак-Богдо (монг. Байтаг Богдын хилийн мөргөлдөөн, Байтагбогдын тулгаралт) — пограничный конфликт в 1947—1948 годах между Монгольской народной республикой и Китайской республикой при участии СССР.

## История
В горах Байтак-Богдо на границе МНР (Баян-Ульгийский и Кобдоский аймаки) и КР (Синьцзян) существовало несколько пограничных застав.
В начале июня 1947 года китайские дунгане и казахи, под командованием гоминьдановского правительства, вторглись на территорию МНР.
5 июня советская авиация нанесла контрудар, а монгольский батальон выбил казахов с монгольской территории и вошёл в Синьцзян, намереваясь оказать поддержку просоветскому комиссару Ли Жиханю в его попытке установить свою власть в регионе.
На китайской заставе Бэйташань монгольский отряд был окружён, часть солдат попала в плен.
В конечном итоге при помощи полка хуэйцзуской кавалерии из Цинхая генерал Ма Сичжэнь и казахский военный деятель Оспан-батыр вернули заставу.
Монголы не оставили попыток проникнуть в Синьцзян, и во второй половине года боевые действия на границе продолжались с разной интенсивностью.
В январе 1948 года отряд китайской кавалерии численностью в 700 сабель пересёк границу и направился к Кобдо, попутно разоряя монгольские стойбища, однако был разбит.
Мелкие пограничные стычки продолжились до июля 1948 года (за период конфликта всего произошло 13 вооружённых столкновений).